# Velia
Velia es una antigua ciudad en la Campania, Italia, y una parte de Ascea. Fundada originalmente como Elea en el 540 a. C. por griegos focenses que huían de la invasión de Jonia (en la costa occidental de la actual Turquía), por los persas, estableciéndose en este  territorio donde estaban asentados el antiguo pueblo de los enotrios. El sitio arqueológico de Velia fue declarado Patrimonio de la Humanidad por la Unesco en 1998.

## Historia

Ciudades de la Magna Grecia con la ubicación de Elea.

### Ciudad griega

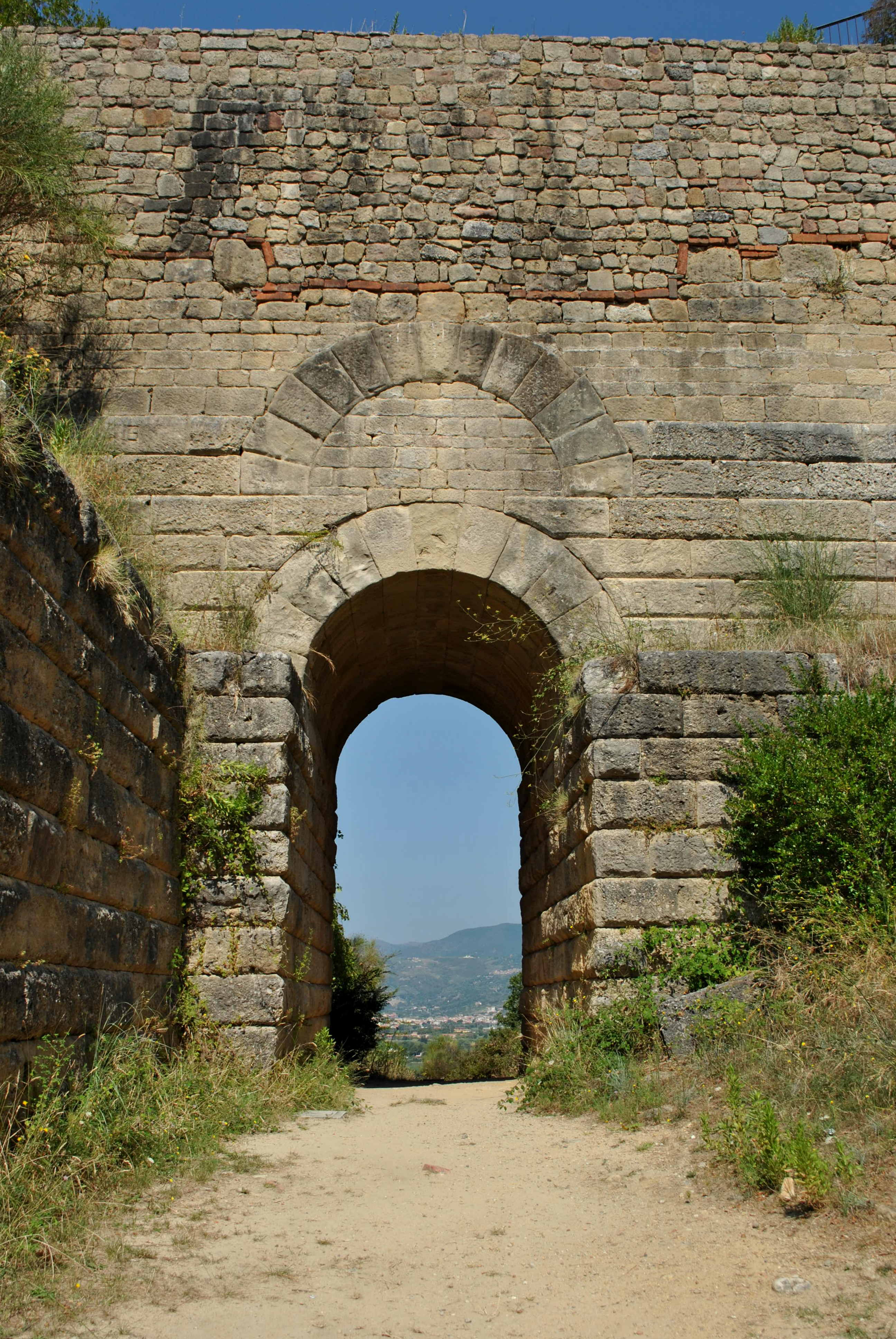
La Porta Rosa constituye el ejemplo más antiguo conocido de arco de medio punto en Italia.

Fue una de las principales colonias griegas  de la Magna Grecia, y se situaba a orillas del mar Tirreno, entre Posidonia y Pixos. Su primer nombre fue Hyele y parece, según Estrabón y Diógenes Laercio que más tarde se cambió a Elea, pero en las monedas aparece como Hyele.
Elea parece derivar de una fuente de la ciudad, mientras que el nombre original habría derivado del río Hales, junto al que estaba en la ciudad, y que es escrito Elees por Estrabón, pero también podría venir de la palabra ‘hele’ (marisma).
Fue una colonia de Focea derivada de una expatriación voluntaria para evitar quedar bajo dominio persa en la época de la conquista de Jonia por el general Harpago (544 a. C.). Los emigrantes se establecieron en Alalia (Córcega), colonia que los focenses habían fundado veinte años antes. Enfrentados a etruscos y cartagineses los griegos de Alalia fueron derrotados en una batalla naval y la colonia entró en decadencia (antes se pensaba que los habitantes se habían ido, pero ahora se sabe solo se marcharon una parte y que el final de Alalia se produjo más tarde).
Los emigrantes de Alalia se establecieron en parte en Massalia y en parte en Regio, pero los que fueron a esta ciudad se fueron al cabo de un tiempo y fundaron Hyele en la costa de Lucania.

### Escuela eleática
La ciudad, dedicada al cultivo de la tierra y al comercio, se hizo próspera. Se han encontrado muchas monedas de plata; pero de su historia interna no se conoce casi nada. Es más conocida por ser la patria de los filósofos Parménides y Zenón de Elea, así como por la escuela eleática de la cual ambos formaban parte. Estrabón dice que era conocida por su buen gobierno; se sabe que Parménides le dio un código de leyes que los magistrados juraban anualmente. El discípulo de Parménides, Zenón, fue asesinado por Nearco o Diomedón, que se proclamó tirano, pero la tiranía fue temporal. Estrabón informa que los eleanos ganaron en un enfrentamiento con Posidonia, pero no sabemos de qué se trataba; también derrotaron a los lucanos.
La escuela de filosofía eleática está en relación, aunque no habría sido fundada directamente por él, por Jenófanes, nacido en Colofón y establecido en la ciudad. El verdadero fundador de la escuela sería Parménides, y después fue continuada por Zenón, ambos nacidos en la ciudad; natural de la ciudad se cree que pudo ser también Leucipo, fundador del atomismo, al que algunos hacen natural de Abdera o de Milo. Los  atomistas (del griego ἄτομος átomos ‘indivisible’) pensaban que el movimiento existía en sí mismo, mientras que los eleáticos no aceptaban el movimiento como una realidad, sino como un fenómeno.

### Ciudad romana

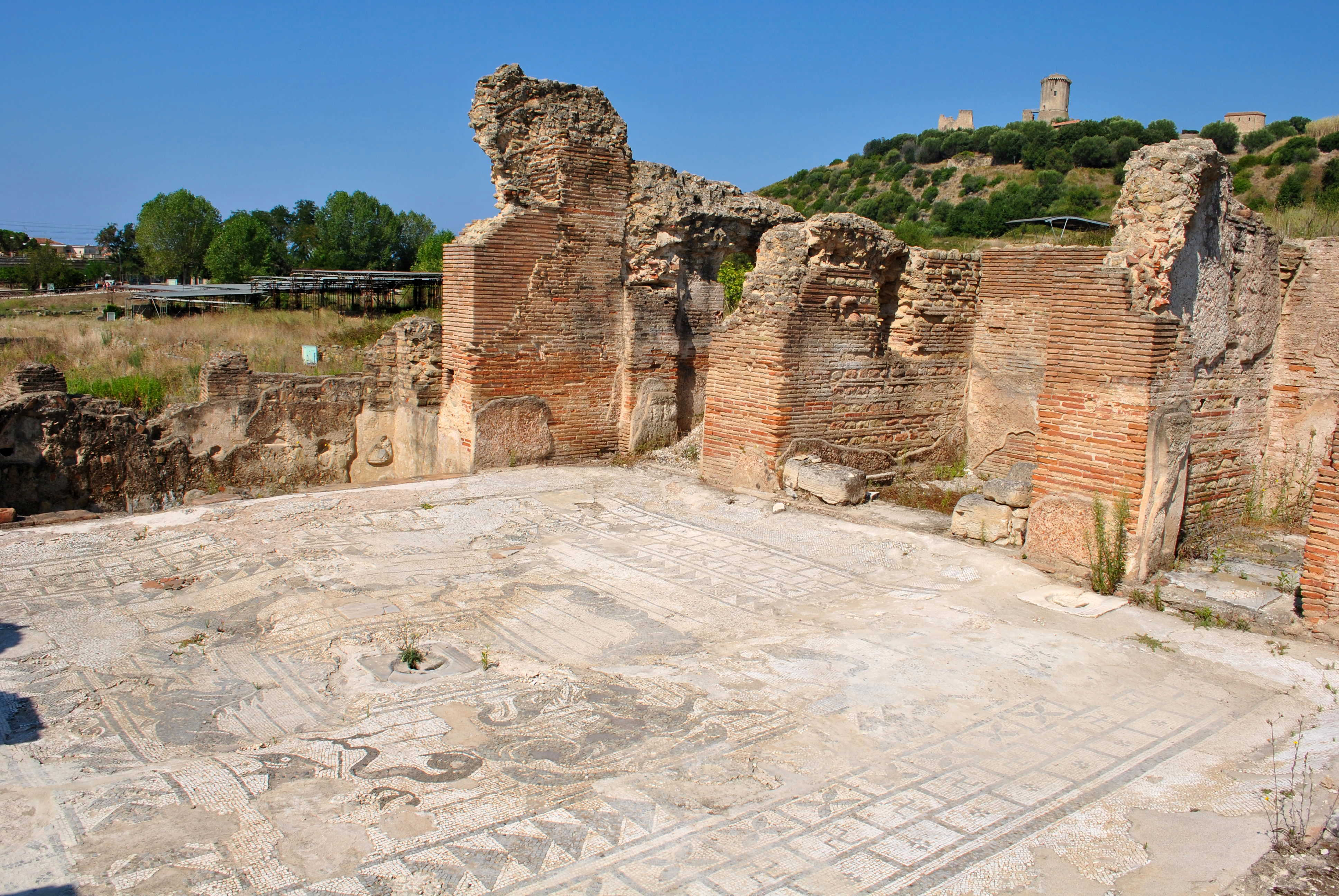
Pavimento de mosaico en las termas.

Fue una ciudad independiente durante el mismo tiempo que el resto de las ciudades griegas en Italia, finalmente se convirtió en un aliado de Roma alrededor del 273 a. C., Cicerón la llama ciudad federada. En la segunda guerra púnica contribuyó con su cuota a la flota romana. Como resultado de la Guerra Social, o guerra de los Aliados, le concedieron la licencia de municipium por Roma en el 90-89 a. C., en virtud de la ley Julia.
Bajo dominio romano continuó siendo una ciudad próspera y que destacaba por su clima suave y saludable. P. Emilio vivió allí por causas de salud, y Horacio se interesó por la ciudad como sustituta de Bayas.
Trebacio, amigo de Cicerón, tuvo allí una villa. No se menciona durante el resto del Imperio romano. En el Liber Coloniarum aparece como una de las prefecturas de Lucania y como municipio, categoría que también se conoce por inscripciones.

### Época medieval

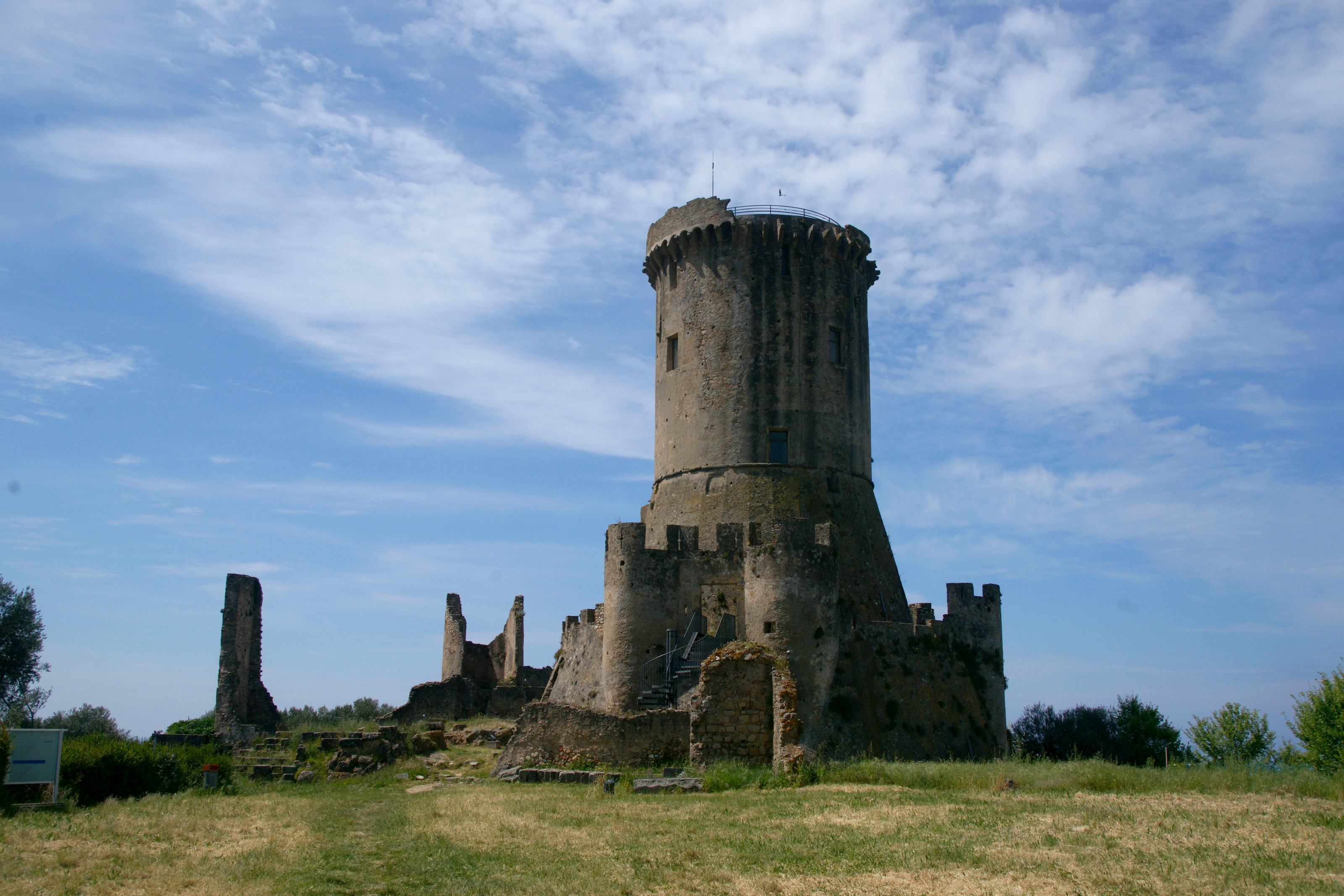
Restos del castillo medieval de Castellammare della Bruca.

El sitio fue ocupado más adelante por el castillo medieval de Castellammare della Bruca, que fue abandonado en la Edad Media y actualmente, las extensas ruinas del sitio, se encuentran en el interior del parque nacional del Cilento y Valle de Diano.
En el siglo V era sede de un obispado y aún lo era en 599. Probablemente no  desapareció hasta el siglo IX, debido a las incursiones de los sarracenos.

## Sitio arqueológico

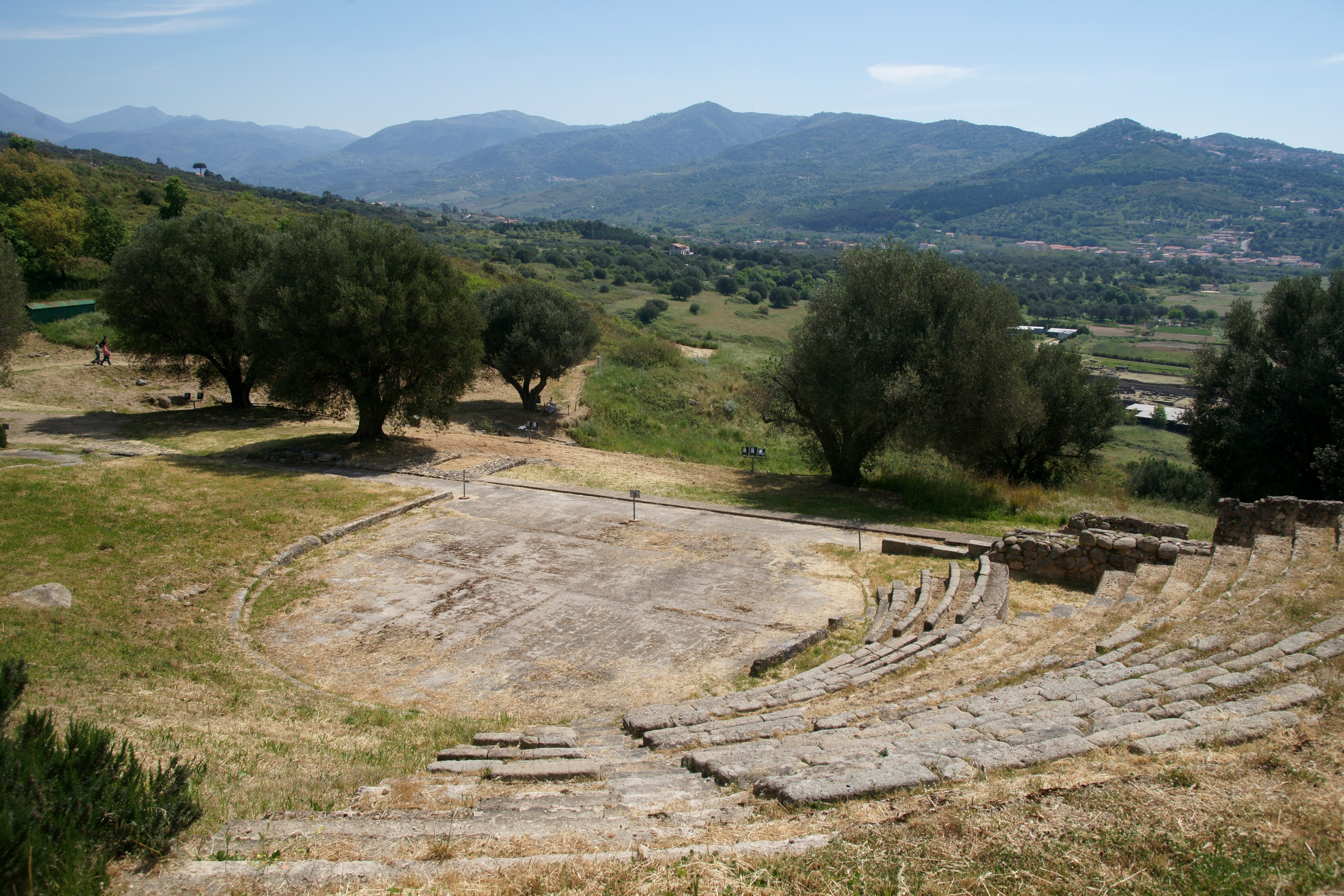
El teatro griego.

Las ruinas de la ciudad están en torno al castillo medieval, a unos tres kilómetros de la desembocadura del río Alento (antiguo Hales), donde se forma una amplia bahía entre la punta Porticello (cerca de Ascea) y el cabo Monte della Stella. Actualmente permanecen las murallas de la ciudad, con los restos de una puerta y varias torres, de una longitud total de unos cuatro kilómetros, y pertenecen a tres diversos períodos, en los cuales se utilizaba la piedra caliza cristalina del lugar. Los ladrillos, que también se emplearon en épocas posteriores, presentan una forma particular en este sitio. Cada uno posee dos canales rectangulares en un lado y tiene forma de un cuadrado de cerca de 3.8 centímetros, con un grosor de casi diez centímetros. Todos ellos llevan el sello griego de un oso. Se conservan algunos restos de un acueducto, de cisternas y de otros edificios. 
Al pie de la torre del castillo se conserva el basamento del que sería el principal templo de la ciudad griega (500-475 a. C.), y uno cien metros al noroeste los restos del teatro griego.